# Gao Xinyu
Gao Xinyu (* 21. November 1997) ist eine chinesische Tennisspielerin.

## Karriere
Gao begann mit neun Jahren mit dem Tennissport und bevorzugt Hartplätze. Sie spielt hauptsächlich auf der ITF Women’s World Tennis Tour, auf der sie bisher 15 Turniersiege im Einzel und sechs im Doppel errang. Ihr erstes Profiturnier spielte sie im April 2014 in Nanning. Durch das Erreichen des Halbfinals bei zwei nacheinander stattfindenden Turnieren in Istanbul im Juli 2014 wurde sie erstmals unter den Top-1000 der Weltrangliste geführt.
Im Jahr 2015 erreichte sie das Achtelfinale beim mit 75.000 US-Dollar dotierten China F7 Futures 2015 und das Viertelfinale beim mit 50.000 US-Dollar dotierten Turnier in Xuzhou sowie zwei Siege bei 10.000-Dollar-Turnieren in Anning. Ende Juli 2015 stand sie erstmals unter den Top-400 der Weltrangliste.
Auf der WTA Tour hatte Gao ihren ersten Auftritt beim mit 115.000 US-Dollar dotierten Jiangxi Women’s Open 2015, einem Turnier der WTA Challenger Series. Sie startete dort im Hauptfeld mit einer Wildcard und verlor ihr Erstrundenmatch gegen Erika Sema mit 2:6 und 3:6. Sie erreichte 2016 beim ITF Women’s Circuit Quanzhou 2016 das Viertelfinale, in dem sie mit 2:6 und 3:6 gegen Liu Fangzhou ausschied. Im September 2016 gewann sie das mit 25.000 US-Dollar dotierte Turnier in Hua Hin.

## Turniersiege

### Einzel
| Nr. | Datum              | Turnier         | Kategorie   | Belag     | Finalgegnerin          | Ergebnis      |
| --- | ------------------ | --------------- | ----------- | --------- | ---------------------- | ------------- |
| 1.  | 14. Juni 2015      | Anning          | ITF $10.000 | Sand      | Zhao Di                | 6:0, 6:4      |
| 2.  | 28. Juni 2015      | Anning          | ITF $10.000 | Sand      | Gai Ao                 | 6:4, 1:6, 6:4 |
| 3.  | 25. September 2016 | Hua Hin         | ITF $25.000 | Hartplatz | Shiho Akita            | 6:2, 1:6, 7:5 |
| 4.  | 4. März 2017       | Nanjing         | ITF $10.000 | Hartplatz | Tang Haochen           | 6:4, 6:3      |
| 5.  | 14. Mai 2017       | Yuxi            | ITF $25.000 | Hartplatz | Xun Fangying           | 6:1, 6:4      |
| 6.  | 21. Mai 2017       | Qujing          | ITF $25.000 | Hartplatz | Giulia Gatto-Monticone | 6:1, 3:6, 6:3 |
| 7.  | 4. März 2018       | Xiamen          | ITF $15.000 | Hartplatz | Sabina Sharipova       | 6:1, 6:2      |
| 8.  | 5. Juni 2022       | Chiang Rai      | ITF W25     | Hartplatz | Peangtarn Plipuech     | 6:3, 6:3      |
| 9.  | 12. Juni 2022      | Chiang Rai      | ITF W25     | Hartplatz | Nao Hibino             | 6:1, 1:6, 6:3 |
| 10. | 28. August 2022    | Roehampton      | ITF W25     | Hartplatz | Amarni Banks           | 6:1, 6:0      |
| 11. | 16. Juli 2023      | Corroios-Seixal | ITF W25     | Hartplatz | Aliona Falei           | 6:2, 6:3      |
| 12. | 13. August 2023    | Anning          | ITF W40     | Sand      | Wei Sijia              | 6:3, 7:62     |
| 13. | 10. März 2024      | Santo Domingo   | ITF W35     | Hartplatz | Victoria Rodríguez     | 6:3, 6:2      |
| 14. | 14. April 2024     | Shenzhen        | ITF W50     | Hartplatz | Wei Sijia              | 6:4, 6:4      |
| 15. | 9. Juni 2024       | La Marsa        | ITF W50     | Hartplatz | Martyna Kubka          | 5:7, 6:3, 6:3 |

### Doppel
| Nr. | Datum            | Turnier             | Kategorie   | Belag     | Partnerin           | Finalgegnerinnen              | Ergebnis          |
| --- | ---------------- | ------------------- | ----------- | --------- | ------------------- | ----------------------------- | ----------------- |
| 1.  | 21. Juni 2015    | Anning              | ITF $10.000 | Sand      | Zhang Ying          | Li Yihong Tang Qianhui        | 6:4, 6:2          |
| 2.  | 14. Juli 2017    | Naiman              | ITF $25.000 | Hartplatz | Xun Fangying        | Lu Jingjing You Xiaodi        | 6:75, 6:4, [10:8] |
| 3.  | 31. März 2018    | Kōfu                | ITF $25.000 | Hartplatz | Luksika Kumkhum     | Erina Hayashi Momoko Kobori   | 6:0, 2:6, [10:4]  |
| 4.  | 30. April 2022   | Chiang Rai          | ITF W15     | Hartplatz | Xun Fangying        | Ng Man-ying Wu Ho-ching       | 6:3, 7:64         |
| 5.  | 22. April 2023   | Scharm asch-Schaich | ITF W25     | Hartplatz | Wang Meiling        | Aglaya Fedorova Darja Schauha | 6:3, 6:2          |
| 6.  | 4. November 2023 | Monastir            | ITF W25     | Hartplatz | Schibek Qulambajewa | Aljona Falej Polina Jazenko   | 6:0, 2:6, [10:7]  |